# Dora Boothby
Penelope Dora Harvey Boothby (Finchley, Middlesex, Inglaterra, 2 de agosto de 1881-Hammersmith, Londres, Inglaterra, 22 de febrero de 1970) fue una tenista británica, ganadora del campeonato individual de Wimbledon en la edición de 1909.
Medalla de plata en los Juegos Olímpicos de Londres 1908 al perder con su compatriota Dorothea Chambers.

## Registro del Grand Slam

### Wimbledon
- Campeonatos individuales: 1909
- Finalista individual: 1910, 1911

## Finales individuales del Grand Slam

### Victorias
| Año   | Campeonato | Rival en la final | Resultado     |
| 19091 | Wimbledon  | Agnes Morton      | 6–4, 4–6, 8–6 |

1All-comers final dado que Charlotte Cooper Sterry no defendió su título de 1908, resultado en ganador de la final de all-comers ganando el desafío por no comparecer el defensor del título.

### Runner-ups
| Año  | Campeonato | Rival en la final                  | Resultado |
| 1910 | Wimbledon  | Dorothea Douglass Lambert Chambers | 6–2, 6–2  |
| 1911 | Wimbledon  | Dorothea Douglass Lambert Chambers | 6–0, 6–0  |